# Three Rivers, Massachusetts
Three Rivers är en ort i Hampden County i delstaten Massachusetts, USA. Den ligger i stadskommunen Palmer.